# Wielka Brytania w Unii Europejskiej

Wielka Brytania w Unii Europejskiej – Zjednoczone Królestwo Wielkiej Brytanii i Irlandii Północnej było członkiem Wspólnot Europejskich od 1 stycznia 1973 (na mocy traktatu podpisanego w 1972 roku) do 31 stycznia 2020. 23 czerwca 2016 w referendum większość głosujących opowiedziała się za rezygnacją Wielkiej Brytanii z członkostwa w UE.

## Przed akcesją do Wspólnot

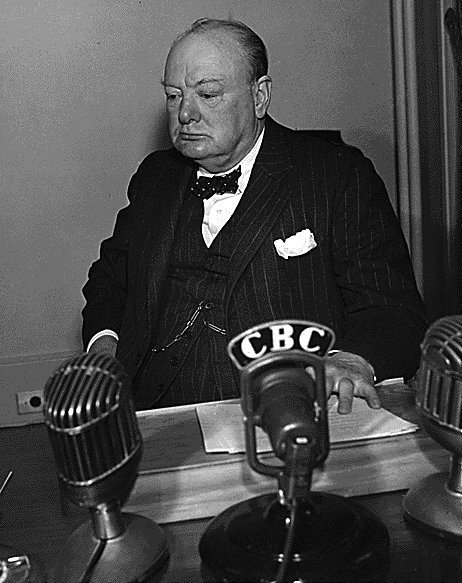
Winston Churchill

W 1946 w Zurychu Winston Churchill przedstawił koncepcję powrotu idei Kalergiego i Brianda, które zakładały instytucjonalizację procesu integracji europejskiej. Według pomysłu Churchilla pierwszym krokiem do utworzenia Stanów Zjednoczonych Europy miało być powołanie swego rodzaju Rady Europy. W 1948 Churchill przewodził obradom kongresu w Hadze, na którym delegaci poparli koncepcje sformalizowania współpracy, jednak w większości sprzeciwiali się natychmiastowemu wdrożeniu rozwiązań federalistycznych.
4 marca 1947 zawarty został francusko-brytyjski traktat z Dunkierki, a w roku następnym Wielka Brytania, Francja, Belgia, Holandia i Luksemburg podpisały traktat brukselski, który otworzył drogę do utworzenia Unii Zachodniej. Na czele sztabu generalnego nowego sojuszu stanął marsz. Bernard Law Montgomery. Ponadto w 1948 Wielka Brytania stała się członkiem-założycielem OEEC, a w 1949 sygnatariuszem traktatu waszyngtońskiego.
5 maja 1949 w Londynie podpisano Statut Rady Europy. Nowa organizacja nie otrzymała jednak kompetencji, które uczyniłyby z niej zdolną do przewodnictwa w procesie zasadniczego zbliżenia państw europejskich.
Polityka prowadzona przez Wielką Brytanię zakładała jednak nieangażowanie się w ponadnarodowe struktury, szczególnie takie, które mogłyby zagrozić jej współpracy ze Stanami Zjednoczonymi oraz Wspólnotą Narodów. Z tych przyczyn Wielka Brytania odniosła się sceptycznie do koncepcji zaproponowanych w deklaracji Schumana w 1950 i nie przystąpiła w 1951 do EWWiS. Niechętna rozwiązaniom ponadnarodowym odmówiła także udziału w EWO. Z kolei w 1954 włączyła się w prace nad utworzeniem UZE.
W związku z niechęcią do oddawania części suwerennych uprawnień na szczebel ponadnarodowy Wielka Brytania nie przystąpiła do nowych struktur integracyjnych (Euratom i EWG) powołanych w 1957 przez traktaty rzymskie. W czasie prac przygotowawczych w komitecie Spaaka okazało się bowiem, że brytyjskie propozycje utworzenia luźnej struktury oraz ustanowienia strefy wolnego handlu, w opinii rządów pozostałych państw były zbyt zachowawcze.
Dążąc do wzmocnienia swojej pozycji względem integrujących się państw na kontynencie, a jednocześnie opierając się na historycznych powiązaniach gospodarczych, 3 maja 1960 z inicjatywy Wielkiej Brytanii doszło do powołania Europejskiego Stowarzyszenie Wolnego Handlu. W skład ugrupowania weszły wówczas: Wielka Brytania, Austria, Dania, Szwecja, Szwajcaria, Norwegia i Portugalia. Z założenia EFTA miała mieć charakter głównie koordynacyjny. Przewidziano m.in. utworzenie strefy wolnego handlu na artykuły przemysłowe w ciągu 10 lat.
Rozwój gospodarczy w państwach EWG w latach 1957–1960 okazał się szybszy niż w Wielkiej Brytanii. Skłoniło to premiera Harolda Macmillana do złożenia w 1961 wniosku o przyjęcie do Wspólnot. Na podobny krok zdecydowały się wówczas także rządy Irlandii, Danii i Norwegii. Spotkało się to z przychylnym przyjęciem państw Beneluksu, jednak napotkało na opór prezydenta de Gaulle’a. Obawy francuskie wiązały się z inną strukturą rolnictwa w Wielkiej Brytanii, silnymi wpływami proamerykańskimi w brytyjskiej polityce oraz potencjalną konkurencją o przywództwo polityczne we Wspólnotach. W 1963 de Gaulle zawetował przyjęcie nowych członków.
W 1964 brytyjskim premierem został Harold Wilson z Partii Pracy. Opowiedział się on jednoznacznie za polityką zbliżenia ze Wspólnotami i 11 maja 1967 złożony został kolejny wniosek o uzyskanie członkostwa, znów zawetowany przez Francję 27 października 1967.
Negocjacje nad włączeniem nowych państw do kontynentalnych struktur integracyjnych rozpoczęły się w czerwcu 1970. 22 stycznia 1972 podpisane zostały traktaty akcesyjne z czterema państwami. W 3 krajach, oprócz Wielkiej Brytanii odbyły się referenda. 1 stycznia 1973 roku Wielka Brytania, wraz z Danią i Irlandią, stała się członkiem Wspólnot.

## Członkostwo

Wielka Brytania w Unii Europejskiej

Wielka Brytania nie przystąpiła do strefy Schengen. Jest także jednym z trzech państw dawnej piętnastki, które nie weszły do strefy euro. Wyrazem sceptycznego stosunku Brytyjczyków do licznych inicjatyw Unii Europejskiej jest także pojawienie się takich określeń jak rabat brytyjski, czy protokół brytyjski. Innym symbolicznym przejawem są takie sytuacje jak np. uroczystość podpisania traktatu lizbońskiego w 2007, na którą premier Gordon Brown celowo się spóźnił, unikając tym samym znalezienia się na wspólnej fotografii pamiątkowej.
W referendum 23 czerwca 2016 obywatele brytyjscy opowiedzieli się większością głosów za opuszczeniem Unii Europejskiej przez Zjednoczone Królestwo. Za zachowaniem członkostwa w UE głosowało 16 141 241 wyborców, za opuszczeniem UE - 17 410 742 wyborców. 24 stycznia 2017 Sąd Najwyższy Zjednoczonego Królestwa wydał wyrok stwierdzający, że proces wystąpienia Wielkiej Brytanii z Unii Europejskiej może być rozpoczęty po uprzedniej zgodzie parlamentu brytyjskiego. Jednocześnie orzekł, że rząd nie ma obowiązku uzyskania zgody Parlamentu Szkockiego, Walijskiego Zgromadzenia Narodowego i Zgromadzenia Irlandii Północnej.

### Wydarzenia
- 1977–1981 – przewodnictwo Roya Jenkinsa w Komisji Europejskiej
- 1984 – uzyskanie rabatu brytyjskiego przez premier Margaret Thatcher
- 1992/1993 – kryzys polityczny związany z ratyfikacją traktatu z Maastricht
- 1 maja 2004 – otwarcie rynku pracy[17] dla 10 nowych państw członkowskich Unii Europejskiej
- 23 czerwca 2016 – referendum ws. dalszego członkostwa w UE
- 31 stycznia 2020 – wyjście Wielkiej Brytanii z UE[18]

### Przewodnictwo w Radzie UE
Dotychczasowe:
- 1 stycznia–30 czerwca 1977
- 1 lipca–31 grudnia 1981
- 1 lipca–31 grudnia 1986
- 1 lipca–31 grudnia 1992
- 1 stycznia–30 czerwca 1998
- 1 lipca–31 grudnia 2005

Priorytety z prezydencji w 2005:
- aktywny udział Unii w polityce międzynarodowej – aktywne prace w rundzie z Dohy, pomoc państwom Afryki, poszukiwanie tanich sposobów redukcji emisji dwutlenku węgla, partnerstwo z Rosją i Ukrainą, liberalizacja rynku cukru, działania na rzecz pokoju na Bliskim Wschodzie;
- reformy gospodarcze – poprawa jakości prawodawstwa, liberalizacja rynku usług, zrównoważony rozwój, realizacja Financial Services Action Plan, prace nad pakietem Registration, Evaluation and Authorisation of Chemicals, wzmocnienie współpracy gospodarczej ze Stanami Zjednoczonymi;
- bezpieczeństwo – walka z terroryzmem, działania na rzecz włączenia Turcji do Unii;
- finansowanie UE – przeprowadzenie dyskusji i konsultacji na temat przyszłości systemu finansowania Unii Europejskiej.

### Wielka Brytania w instytucjach UE[21]
- Parlament Europejski – 73 deputowanych[22],
- Rada Unii Europejskiej – 29 głosów[23],
- Prezydencja – 1977, 1981, 1986, 1992, 1998, 2005[19],
- Trybunał Sprawiedliwości Unii Europejskiej – Christopher Vajda, Eleanor Sharpston – sędziowie[24],
- Europejski Komitet Ekonomiczno-Społeczny – 24 miejsca[25],
- Komitet Regionów – 24 miejsca[26],
- Londyn – siedziba Europejskiego Banku Odbudowy i Rozwoju[27].

### Terytoria specjalne
Mieszkańcy dwunastu brytyjskich terytoriów zamorskich posiadali obywatelstwo Unii Europejskiej. Spośród terytoriów specjalnych w szczególnej sytuacji był Gibraltar – część Unii Europejskiej, ale poza unią celną i strefą VAT, a także wyłączony ze wspólnej polityki rolnej. Całkowicie poza UE znajdowały się natomiast dependencje Korony brytyjskiej – Wyspa Man oraz leżące u wybrzeży Francji Wyspy Normandzkie.